# Lijst van grote Tsjechische steden
Dit is een lijst van grote steden in Tsjechië.

## Steden > 1.000.000
- Praag – 1.357.326

## Steden > 250.000
- Brno – 396.101
- Ostrava – 283.504

## Steden > 100.000
- Pilsen – 181.240
- Liberec – 107.389
- Olomouc – 101.825

## Steden > 50.000 – 100.000
- České Budějovice – 96.417
- Hradec Králové – 93.506
- Pardubice – 92 149
- Ústí nad Labem – 91.963
- Zlín – 74.191
- Havířov – 70.245
- Kladno – 68.436
- Most – 63.856
- Opava – 55.512
- Frýdek-Místek – 54.188
- Jihlava – 52.548
- Teplice – 50.843
- Karviná – 50.172[1]